# Столкновение над пустыней Негев (1983)
Столкновение в воздухе над пустыней Негев — авиационная авария, случившаяся 1 мая 1983 года в ходе учебного воздушного боя в 15 км от авиабазы Рамон. Примечательно тем, что пилоту F-15D удалось благополучно посадить самолёт после столкновения, даже несмотря на почти полную потерю консоли одного крыла.

## Столкновение и аварийная посадка
После столкновения пилот A-4 Skyhawk катапультировался, а правое крыло F-15D было срезано практически до фюзеляжа, оставив лишь около 60 см. Из-за шлейфа хлещущего топлива пилот Зив Надиви и штурман Йеоар Галь не смогли увидеть, насколько катастрофическими были повреждения их крыла. После столкновения самолёт вошёл в неконтролируемое вращение, однако пилоту удалось вернуть управление, установив левый двигатель в малый газ, правый двигатель в максимальный режим работы и компенсируя крен с помощью ЦПГО в сочетании с всё ещё функционирующей механизацией левого крыла. Особенностью F-15 является широкий фюзеляж, даже без крыльев дающий немалую подъёмную силу, и наличие на нём двух двигателей по обеим сторонам от центра фюзеляжа, мощности даже одного из которых хватает для удержания самолёта в воздухе.
Приноровившись к пилотированию и поняв, что самолёт может устойчиво управляться только выше определённой скорости, приблизительно не менее чем в два раза больше посадочной, пилот принял решение посадить самолёт на большой скорости на ближайшей авиабазе Рамон, выпустив тормозной гак и попросив наземную службу подготовить аэродромный аэрофинишёр и аварийную сеть в конце ВПП. Самолёт коснулся земли на скорости 480 км/ч. Воздействие гака, до того как его вырвало, снизило скорость до 280 км/ч, затем самолёт тормозился обычным способом и остановился за 6 м до аварийной сети.
В результате пилот совершил успешную аварийную посадку на авиабазе. Оба члена экипажа выжили.

## Последствия
Будучи невольным виновником аварии, пилот был отстранён от полётов и подвергнут дисциплинарным взысканиям. По завершении разбирательства его, однако, вернули в строй. Позже пилот заявил, что катапультировался бы, если бы он до посадки понял, что в действительности случилось с самолётом во время столкновения. Самолёт был отремонтирован и в дальнейшем успешно применялся в боях с сирийскими ВВС.